# Banchus dilatatorius
Banchus dilatatorius är en stekelart som först beskrevs av Carl Peter Thunberg 1822.  Banchus dilatatorius ingår i släktet Banchus och familjen brokparasitsteklar. Arten är reproducerande i Sverige. Inga underarter finns listade.